# Carl Hansen & Søn
Carl Hansen & Søn Holding A/S og Carl Hansen & Søn Møbelfabrik A/S er en dansk møbelproducent med hovedkvarter i Gelsted på Fyn. Virksomheden producerer designmøbler af designere som Hans J. Wegner, Alfred Homann, Børge Mogensen, EOOS, Kaare Klint, Mads Odgård, Rikke Frost, Ole Wanscher og Vilhelm Lauritzen. I 2023 havde møbelfabrikken ca. 350 ansatte mens hele koncernen havde 850 ansatte. Virksomheden ejes i dag af familien Hansen. Carl Hansen åbnede sit første møbelværksted i Odense 28. oktober 1908.